# Port lotniczy Teheran-Imam Khomeini
Port lotniczy Teheran-Imam Chomejni – międzynarodowy port lotniczy położony 30 km na południowy zachód od centrum Teheranu, nazwany imieniem byłego przywódcy Iranu. Jest jednym z największych portów lotniczych w Iranie. W dużej mierze zastąpił on port lotniczy Teheran-Mehrabad, przejmując w 2008 roku prawie cały ruch międzynarodowy.
W 2020 w pobliżu lotniska rozbił się samolot Ukraine International Airlines zabierając życie 176 osobom.

## Terminal 1
- Aerofłot (Moskwa-Szeremietiewo)
- Air Arabia (Szardża)
- Air France (Paryż-Charles de Gaulle)
- Alitalia (Rzym-Fiumicino)
- Ariana Afghan Airlines (Kabul, Kandahar, Mazar-i-Szarif)
- Austrian Airlines (Wiedeń)
- Atlasjet (Stambuł-Atatürk)
- Azerbaijan Airlines (Baku)
- Caspian Airlines (Budapeszt, Damaszek, Dubaj, Stambuł-Atatürk, Kijów-Borsypol, Mińsk, Erywań)
- China Southern Airlines (Pekin, Urumczi)
- Conviasa (Caracas, Damaszek)
- Croatia Airlines (Zagrzeb)
- Crossair Europe (Dubaj) [czartery]
- Emirates (Dubaj)
- Eram Air (Damaszek)
- Etihad Airways (Abu Zabi)
- Gulf Air (Baharjn)
- Inter Airlines (Adana) [sezonowo]
- Iran Air (Amsterdam, Ankara, Baharjn, Baku, Bangkok-Suvarnabhumi, Bejrut, Bombaj, Kopenhaga, Damaszek, Ad-Dauha, Dubaj, Frankfurt, Genewa, Göteborg-Landvetter, Hamburg, Stambuł-Atatürk, Dżudda, Karaczi, Kolonia/Bonn, Kuala Lumpur, Kuwejt, Larnaka, Londyn-Heathrow, Mediolan-Malpensa, Moskwa-Szeremietiewo, Paryż-Orly, Rzym-Fiumicino, Seul-Incheon, Sztokholm-Arlanda, Taszkent, Tokio-Narita, Wiedeń)
- Iraqi Airways (Bagdad)
- Iran Aseman Airlines (Biszkek, Dubaj, Duszanbe)
- Jazeera Airways (Kuwejt)
- Kish Air (Duszanbe, Dubaj, Stambuł-Atatürk)
- KLM (Amsterdam)
- Kuwait Airways (Kuwejt)
- Lufthansa (Frankfurt)
- Mahan Airlines (Abu Zabi, Arbil, Ałmaty, Baharjn, Bangkok-Suvarnabhumi, Damman, Damaszek, Delhi, Dubaj, Stambuł-Atatürk, Koczin, Kuala Lumpur [czartery], Lahaur, Szanghaj-Pudong [od 2008], Szardża)
- Nouvelair (Monastir) [czartery]
- Onur Air (Ankara, Stambuł-Atatürk, Izmir) [sezonowo]
- Pegasus Airlines (Stambuł-Sabiha Gökçen, Izmir, Konya [sezonowo])
- Qatar Airways (Ad-Dauha)
- SunExpress (Antalya, Adana)
- Syrian Arab Airlines (Damaszek)
- Taban Air (Ałmaty, Damaszek, Dubaj, Isparta, Izmir, Konya [sezonowo], Stambuł-Atatürk)
- Tajik Air (Duszanbe)
- Turkish Airlines (Stambuł-Atatürk)
- UM Airlines (Kijów-Borsypol)